# Menceyato de Taoro
Taoro era el nombre por el que los guanches conocían a uno de los nueve territorios o menceyatos en que estaba dividida la isla de Tenerife, Canarias, en el momento de la conquista castellana en el siglo xv.
Taoro era considerado el más poderoso de la isla, ejerciendo de primus inter pares ante el resto y teniendo su mencey consideración de Gran Rey.

## Toponimia
El término Taoro es de procedencia guanche, apareciendo en la documentación de la época de la colonización también con la variante Tahoro.

## Características
Se situaba en la vertiente norte de la isla, abarcando una superficie aproximada de 120 km² correspondiente a los modernos términos municipales de La Victoria de Acentejo, Santa Úrsula, La Orotava, Puerto de la Cruz, Los Realejos y San Juan de la Rambla.
Sus límites eran; por el este el barranco de Acentejo, que lo separaba del bando de Tacoronte; y por el oeste el barranco de la Chaurera, que le servía de frontera con Icod.
Por los hallazgos arqueológicos se conoce que la población se concentraba en las cuevas naturales de los barrancos y acantilados costeros. Asimismo, se ha calculado en unos 2500 el número de habitantes en el momento de la conquista, con una esperanza de vida al nacimiento de 29 años.
Los guanches de Taoro, de economía básicamente ganadera aunque con gran aporte vegetal en su dieta, practicaban una trashumancia estacional, correspondiéndole un área pastoril en las cumbres de la isla para pastos de verano. Los taorinos apacentaban sus ganados por la Cordillera Dorsal desde la Montaña de las Cuevitas, pasando por Izaña hasta la Montaña de Abreu. En Las Cañadas del Teide, explotaban el forraje del área al norte de la Montaña Mostaza y Montaña de los Tomillos, y al este de las laderas del Teide y de la Montaña de las Lajas.
Para el historiador Juan Bethencourt Alfonso la «capital» del menceyato se encontraba en la zona del moderno núcleo de Realejo Alto.

### El bando de Imobad
Algunos investigadores consideran que el menceyato de Taoro traspasaba incluso la Cordillera Dorsal de la isla, ocupando una franja de terreno en la vertiente sur entre los barrancos de Herques y del Río de Arico. Este territorio se correspondería con el denominado bando de Imobad o Imobach que aparece tanto en el acta de posesión de Diego García de Herrera de 1464, como en la documentación posterior a la conquista, y que también utilizaron como apellido varios guanches.

## Menceyes
Los reyes o menceyes de Taoro de quienes se tiene noticia fueron Betzenuhya, Bencomo y Bentor. El primero fue el que se hizo con el territorio de Taoro tras la división de la isla en el siglo xiv, mientras que los dos últimos fueron contemporáneos a la conquista.
Muchos autores incluyen en la lista de menceyes de Taoro a Imobach, tomado del acta de posesión de 1464, si bien se trata de la denominación de una región geográfica del menceyato y no de un antropónimo.

## Historia
Taoro surge como menceyato a finales del siglo xiv tras la división de la isla en nueve bandos a la muerte o vejez del último mencey único de Tenerife.
Entre 1480 y 1493 se llevan a cabo por parte de los europeos asentados en La Gomera y Gran Canaria, numerosos asaltos a Tenerife en busca de esclavos. A mediados de 1493, Lope de Salazar, mercader de esclavos, lleva a cabo una razia en las costas de Taoro.
En mayo de 1494 desembarca en la isla el ejército conquistador al mando de Alonso Fernández de Lugo. Este, conocedor de la supremacía del mencey de Taoro, decide someterlo en primer lugar. Lugo y sus huestes se encuentran con Bencomo y trescientos de sus guanches en las proximidades de La Laguna, donde ofrecen al caudillo isleño los términos para evitar el enfrentamiento. Bencomo rehúsa las condiciones y ambos bandos se retiran a sus campamentos.
Bencomo recaba entonces la ayuda del resto de menceyes del norte de la isla, formando los llamados bandos de guerra. Taoro se posiciona como líder de esta liga durante los enfrentamientos contra los conquistadores.
Tras una victoria inicial en la primera batalla de Acentejo, los menceyatos sucumben en 1496 tras las sucesivas derrotas en la batalla de la Laguna y en una segunda lucha en Acentejo, la muerte de los principales caudillos taorinos, y la propagación de una epidemia conocida como «modorra guanche» que los investigadores relacionan con la gripe, la peste, un tipo de tifus o la rabia, traída por los conquistadores.
En la primavera de 1496 las tropas castellanas penetran en Taoro, donde asientan un campamento o real. Los guanches del menceyato, así como los de Tacoronte y Tegueste, se habían refugiado en los altos de Tigaiga, pero poco después del suicidio del mencey Bentor, los menceyes de los bandos de guerra se someten finalmente a Alonso Fernández de Lugo en el acto conocido como Paz de Los Realejos.

## Otros
También se denomina Taoro al Valle de La Orotava, así como a esta comarca.